# Joseph Gire
Joseph Gire (Le Puy-en-Velay, 10 de janeiro de 1872 — Arberàts-Sillègue, 5 de outubro de 1933) foi um arquiteto francês de uma produtividade surpreendente, tendo construído numerosos prédios de importância histórica no Brasil e Argentina, além de uma obra considerável na França.
Mostrou-se particularmente ativo no Rio de Janeiro, onde construiu numerosos prédios e residências que se tornaram marcos da paisagem urbana carioca. Entre essas construções se encontram o Hotel Glória (1922), o Edifício A Noite (primeiro arranha-céu do Brasil com 22 pavimentos e maior estrutura de concreto armado do mundo na época) na Praça Mauá (1930, com Elisário Cunha Bahiana), o edifício da seguradora Sul América (Rua da Quitanda, 86), projeto de 1925, conjuntamente com R. Prentice, com acabamento Luís XVI, o Hotel Copacabana Palace (1923) em estilo Luís XVI "com projeto calcado no Hotel Negresco de Nice", o Palácio Laranjeiras (1913, em parceria com Armando Silva Telles), o Edifício Praia do Flamengo (1923, na Praia do Flamengo, 116), com "decoração Luís XVI e cobertura em mansardas renascentistas" e o Palácio de Brocoió (1930),
sendo que as cinco últimas construções foram encomendas da família Guinle. E finalmente em 1938, projetou os edifícios residenciais Paraobeba e São João Marcos, ambos na Praia do Flamengo.
Sua obra na Argentina (1909 a 1916) é notável pela qualidade, caráter monumental e institucional de numerosas construções e projetos, bem como quantidade de realizações. No Rio de Janeiro em particular, estabeleceu novos parâmetros construtivos, iniciando a verticalização da cidade no começo da década de 1920, e contribuiu para estabelecer padrões modernos de construção, como o concreto armado, na realidade urbana da capital federal brasileira da época. Após mais de dez anos de constantes deslocamentos entre França e Brasil, morreu em 1933 em seu castelo em Arbérats, no departamento dos Pirenéus Atlânticos.